# Sunn O)))
Sunn O))) (wymawiane po prostu Sun) – amerykański zespół grający doom metal, dark ambient i drone doom.
Zespół ma niskie i powolne brzmienie, będące skrzyżowaniem muzyki ambient, zawierającej elementy tzw. field recordings, z drone doom metalem i post-spektralną falą współczesnej muzyki poważnej. Utwory pozbawione są perkusji i praktycznie rytmu w ogóle. Na koncertach członkowie zespołu noszą długie habity z kapturami zwane Grimmrobes.

## Dyskografia
| Tytuł                  | Rok  |
| ---------------------- | ---- |
| ØØ Void                | 2000 |
| Flight of the Behemoth | 2002 |
| White1                 | 2003 |
| White2                 | 2004 |
| Black One              | 2005 |
| Monoliths & Dimensions | 2009 |
| Kannon                 | 2015 |
| Life Metal             | 2019 |

| Tytuł                                  | Rok  |
| -------------------------------------- | ---- |
| Veils It White                         | 2003 |
| Cro-Monolithic Remixes for an Iron Age | 2004 |
| Candlewolf of the Golden Chalice       | 2005 |
| AngelComa                              | 2006 |
| Oracle                                 | 2007 |

| Tytuł     | Rok  |
| --------- | ---- |
| WHITEbox' | 2006 |

| Tytuł                          | Rok  |
| ------------------------------ | ---- |
| The Libations of Samhain       | 2003 |
| Live Action Sampler            | 2004 |
| Live White                     | 2004 |
| La Mort Noir dans Esch/Alzette | 2006 |
| Dømkirke                       | 2008 |

| Tytuł                                | Rok  |
| ------------------------------------ | ---- |
| Altar (wraz z zespołem Boris)        | 2006 |
| Terrestrials (wraz z zespołem Ulver) | 2014 |

| Tytuł                      | Rok  |
| -------------------------- | ---- |
| The Grimmrobe Demos        | 1998 |
| Rehearsal Demo Nov 11 2011 | 2012 |

## Nagrody i wyróżnienia
| Rok  | Kategoria                         | Tytułem                | Nagroda                         | Nota        | Źródło |
| ---- | --------------------------------- | ---------------------- | ------------------------------- | ----------- | ------ |
| 2007 | The Best Avantgarde Metal Album   | Altar                  | Metal Storm Awards 2006         | 3. miejsce  | [ 5 ]  |
| 2010 | The Best Extreme Doom Metal Album | Monoliths & Dimensions | Metal Storm Awards 2009         | 11. miejsce | [ 6 ]  |
| 2015 | The Best Ambient / Drone Album    | Terrestrials           | Metal Storm Awards 2014         | 2. miejsce  | [ 7 ]  |
| 2016 | Best Underground Band             | Sunn O)))              | Metal Hammer Golden Gods Awards | Nominacja   | [ 8 ]  |